# Травалято
Траваля̀то (на италиански: Travagliato, на източноломбардски: Traaiàt, Трааят) е град и община в Северна Италия, провинция Бреша, регион Ломбардия. Разположен е на 129 m надморска височина. Населението на общината е 13 379 души (към 2013 г.).